# GIV-5146
La GIV-5146 és una carretera actualment gestionada per la Generalitat de Catalunya. La «GI» correspon a la demarcació de Girona, i la V al seu antic caràcter de veïnal. Discorre pels termes municipals de Porqueres i Banyoles, de la comarca del Pla de l'Estany. Uneix el veïnat de Corts (Banyoles), amb el de Mata (Porqueres), que són a poc més d'un quilòmetre un de l'altre, Corts al sud i Mata al nord. Tots dos veïnats són a la rodalia de Banyoles, al sud de la vila. El final del seu recorregut és el lloc on troba la carretera C-150a, al Carrer de Sant Andreu.